# بريت سيمبسون
بريت سيمبسون (بالإنجليزية: Brett Simpson)‏ هو متركمج أمريكي، ولد في 5 يناير 1985 في لونغ بيتش في الولايات المتحدة.

## وصلات خارجية
- بريت سيمبسون على موقع الرابطة العالمية لركوب الأمواج (الإنجليزية)